# Antenne Pirmasens
Antenne Pirmasens ist ein privater Radiosender, der aus dem rheinland-pfälzischen Pirmasens sendet.
Der Sender ist Teil der lokalen Hörfunkkette in Rheinland-Pfalz unter dem Dach der The Radio Group GmbH. Die Lokalradios wurden 2008 aufgrund einer Neuausschreibung von Radiofrequenzen durch die Landeszentrale für Medien und Kommunikation (LMK) lizenziert. Das Hörfunkprogramm mit regionalem und lokalem Bezug wird auf der UKW-Frequenz Pirmasens 88,4 MHz ausgestrahlt, die von 1998 bis 2008 von Rockland Radio genutzt wurde. Im Jahr 2012 wurde der Name des Senders von Radio Pirmasens in Antenne Pirmasens geändert.
Geschäftsführer der Betreibergesellschaft von Antenne Pirmasens, der G & G Medien Südwestpfalz GmbH ist Antonio Gallucci.
Regelmäßig werden von Antenne Pirmasens Events veranstaltet. Die wohl bekanntesten sind das Pirmasenser Lachen (ein Foto-Wettbewerb) und das Pirmasenser Schloßbrunnenfest, das im Jahr 2010 zum ersten Mal veranstaltet wurde.
Der Fokus im Programm von Antenne Pirmasens liegt auf regionalen Themen aus den Bereichen Politik, Wirtschaft, Gesellschaft, Kultur, Bildung und Sport. Halbstündlich wird das Programm durch Nachrichten aus der Region, Rheinland-Pfalz, Deutschland und der Welt sowie halbstündlichen lokalen Wetter- und Verkehrsmeldungen ergänzt. In den Sendezeiten am Mittag und frühen Nachmittag liegt der Sendeschwerpunkt auf dem Musikprogramm, das aus einer Mixtur aktueller Popmusik besteht. Der Sender sendet ein tägliches Liveprogramm zwischen 5:30 Uhr und 18 Uhr aus dem Funkhaus in der Pirmasenser Schlossgalerie. Zu den täglichen Moderatoren gehören Marion Walter, Lisa-Marie-Schulze und Kevin Schieber.
An Werktagen zwischen 18 und 20 Uhr laufen spezielle Musiksendungen mit interessanten Infos und teils skurrilen Fakten zu den gespielten Titeln, so z. B. das „RockRadio“ mit zwei Stunden Rockmusik oder „La Boum - Die 80er Fete“ mit Hits aus den 80ern. Jeden Donnerstag gibt es im Kinomagazin ab 18 Uhr alle Infos zu den aktuellen Kino-Charts.